# Nanteuil
Nanteuil és un municipi francès situat al departament de Deux-Sèvres i a la regió de la Nova Aquitània. L'any 2007 tenia 1.634 habitants.

## Demografia

### Població
El 2007 la població de fet de Nanteuil era de 1.634 persones. Hi havia 642 famílies de les quals 125 eren unipersonals (78 homes vivint sols i 47 dones vivint soles), 267 parelles sense fills, 219 parelles amb fills i 31 famílies monoparentals amb fills.
La població ha evolucionat segons el següent gràfic:
Habitants censats

### Habitatges
El 2007 hi havia 693 habitatges, 645 eren l'habitatge principal de la família, 19 eren segones residències i 30 estaven desocupats. 690 eren cases i 3 eren apartaments. Dels 645 habitatges principals, 545 estaven ocupats pels seus propietaris, 94 estaven llogats i ocupats pels llogaters i 6 estaven cedits a títol gratuït; 1 tenia una cambra, 13 en tenien dues, 43 en tenien tres, 159 en tenien quatre i 429 en tenien cinc o més. 468 habitatges disposaven pel capbaix d'una plaça de pàrquing. A 231 habitatges hi havia un automòbil i a 382 n'hi havia dos o més.

### Piràmide de població
La piràmide de població per edats i sexe el 2009 era:
| Homes | Edats   | Dones |
| ----- | ------- | ----- |
| 0     | 95 o +  | 4     |
| 8     | 90 a 94 | 4     |
| 4     | 85 a 89 | 12    |
| 4     | 80 a 84 | 12    |
| 24    | 75 a 79 | 12    |
| 40    | 70 a 74 | 32    |
| 40    | 65 a 69 | 32    |
| 44    | 60 a 64 | 44    |
| 28    | 55 a 59 | 44    |
| 48    | 50 a 54 | 48    |
| 48    | 45 a 49 | 60    |
| 60    | 40 a 44 | 44    |
| 84    | 35 a 39 | 56    |
| 48    | 30 a 34 | 60    |
| 44    | 25 a 29 | 40    |
| 24    | 20 a 24 | 12    |
| 64    | 15 a 19 | 52    |
| 68    | 10 a 14 | 40    |
| 52    | 5 a 9   | 52    |
| 44    | 0 a 4   | 28    |

## Economia
El 2007 la població en edat de treballar era de 1.041 persones, 780 eren actives i 261 eren inactives. De les 780 persones actives 723 estaven ocupades (386 homes i 337 dones) i 57 estaven aturades (24 homes i 33 dones). De les 261 persones inactives 123 estaven jubilades, 64 estaven estudiant i 74 estaven classificades com a «altres inactius».

### Ingressos
El 2009 a Nanteuil hi havia 650 unitats fiscals que integraven 1.698 persones, la mediana anual d'ingressos fiscals per persona era de 17.430 €.

### Activitats econòmiques
Dels 36  establiments que hi havia el 2007, 1 era d'una empresa extractiva, 6 d'empreses de fabricació d'altres productes industrials, 3 d'empreses de construcció, 10 d'empreses de comerç i reparació d'automòbils, 3 d'empreses de transport, 1 d'una empresa d'hostatgeria i restauració, 1 d'una empresa financera, 6 d'empreses de serveis, 2 d'entitats de l'administració pública i 3 d'empreses classificades com a «altres activitats de serveis».
Dels 7 establiments de servei als particulars que hi havia el 2009, 4 eren tallers de reparació d'automòbils i de material agrícola, 1 electricista, 1 perruqueria i 1 restaurant.
L'únic establiment comercial que hi havia el 2009 era una floristeria.
L'any 2000 a Nanteuil hi havia 24 explotacions agrícoles que ocupaven un total de 1.560 hectàrees.

## Equipaments sanitaris i escolars
L'únic equipament sanitari que hi havia el 2009 era una farmàcia.
El 2009 hi havia una escola elemental.

## Poblacions més properes
El següent diagrama mostra les poblacions més properes.